# Bahnhof Bürmoos

Der Bahnhof Bürmoos ist der Bahnhof der Gemeinde Bürmoos im Land Salzburg und wird von der Salzburg AG betrieben. Er ist wichtige Betriebsstelle der Bahnstrecke Salzburg–Lamprechtshausen und Ausgangspunkt der Bahnstrecke Bürmoos–Ostermiething.

## Geschichte
Der Bahnhof Bürmoos wurde 1896 zunächst als Durchgangsbahnhof an der Bahnstrecke Salzburg–Lamprechtshausen eröffnet. Die damalige Reisezeit von Bürmoos nach Salzburg mit den dampfbetriebenen Lokalbahnzügen betrug 67 Minuten. Erbaut und betrieben wurde der Bahnhof wie die gesamte Strecke von der Salzburger Eisenbahn- und Tramway-Gesellschaft. Er umfasste neben dem Empfangsgebäude einen Güterschuppen, ein Ladegleis und einen Anschluss zur Bürmooser Glashütte von Ignaz Glaser. Glaser, dessen Glashütte maßgeblich für die Entwicklung der Gemeinde Bürmoos war, hatte sich maßgeblich für den Bau der Bahnstrecke über Bürmoos eingesetzt. Ebenfalls Teil der Bahnhofsanlage war ein Grundwasserbrunnen, der in der Folgezeit bis zum Aufbau einer zentralen Wasserversorgung auch Teilen der Bürmooser Einwohner zur Trinkwasserversorgung diente. 1929 kam ein Anschlussgleis zum Torfwerk Zehmemoos hinzu. 1944 plante die Deutsche Reichsbahn am Bahnhof Bürmoos den Aufbau eines Ausbesserungswerks, der begonnene Bau fand jedoch mit dem Ende des Zweiten Weltkriegs ebenfalls ein schnelles Ende.
Seit 1951 zweigt in Bürmoos die Bahnstrecke nach Trimmelkam ab, womit die Station zum Abzweigbahnhof wurde. Ein Jahr zuvor hatten die Salzburger Stadtwerke die Strecke nach Lamprechtshausen und damit den Bahnhof Bürmoos mit Gleichstrom elektrifiziert. Die von Beginn an elektrifizierte Strecke nach Trimmelkam war im Eigentum der Salzach-Kohlenbergbau-Gesellschaft (SAKOG), betrieben wurde sie in deren Auftrag der Stern & Hafferl Verkehrsgesellschaft. Zunächst verkehrten nur Güterzüge nach Trimmelkam, ab 1952 auch Personenzüge. Für die Aufnahme der zusätzlichen Züge wurde der zuvor bescheidene Durchgangsbahnhof deutlich erweitert, da alle Kohlezüge aus Trimmelkam in Bürmoos einen Fahrtrichtungswechsel vornehmen mussten. Kurz hinter der Verzweigungsweiche der beiden Strecken nach Salzburg und Trimmelkam wurde am Trimmelkamer Streckengleis die zusätzliche Station „Bürmoos Haltestelle“ errichtet. Dieser lediglich 200 Meter vom Bahnhof Bürmoos entfernte Haltepunkt wurde bis zum 14. Dezember 1980 genutzt, wenn wegen Rangierarbeiten, der Einfahrt eines Zuges aus Salzburg oder während der Dienstruhe abends keine Einfahrt für Züge aus Trimmelkam möglich war. Seit Umbau der Bahnhofseinfahrt sind parallele Einfahrten möglich. Die Haltestelle wurde aufgelassen.

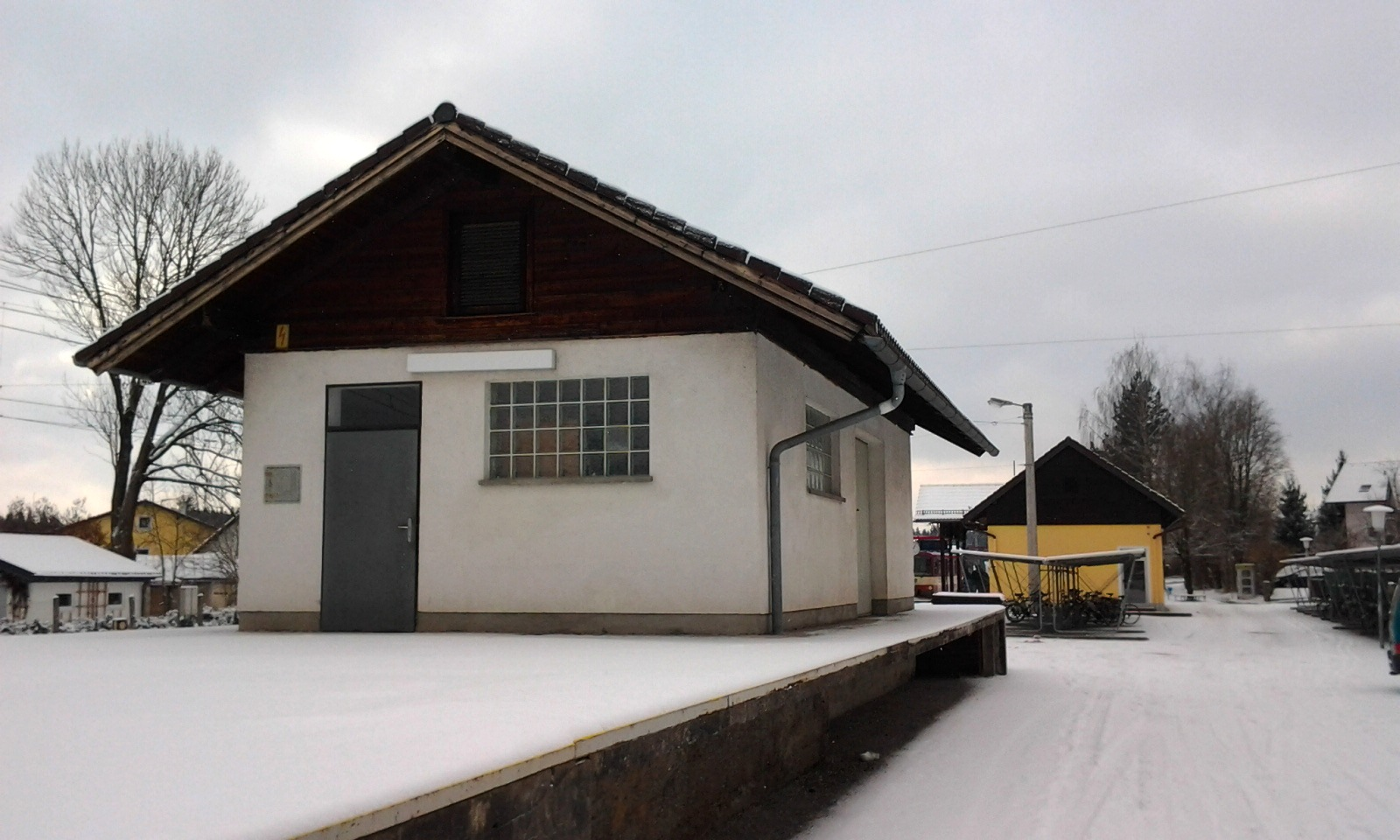
Der 2016 abgerissene Güterschuppen (Februar 2013)

Die Strecke nach Trimmelkam wurde 2014 bis Ostermiething verlängert, zuvor war sie 1994 von der SAKOG an die Salzburger Stadtwerke verkauft worden. Bis dahin war der Bahnhof von den Stadtwerken und Stern & Hafferl gemeinsam betrieben worden. Im Sommer 2016 wurde der nicht mehr genützte Güterschuppen abgerissen, um mehr Parkplätze für den Pendlerverkehr zu schaffen.

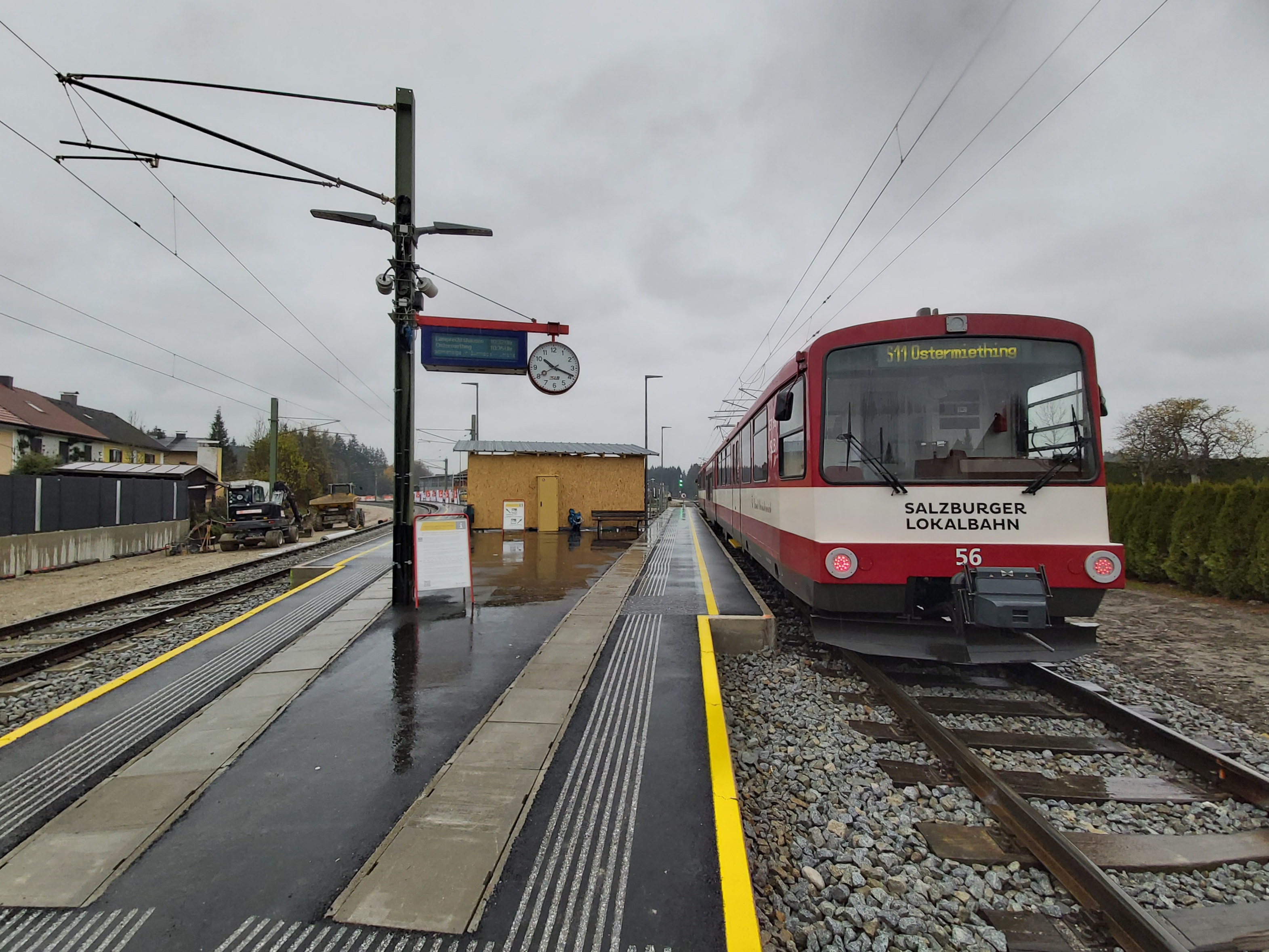
Behelfsbahnsteige (November 2022)

Im Zuge des Ausbaus der Salzburger Lokalbahn (Verbesserung der Infrastruktur, Erhöhung der Taktfrequenz) wurde 2022/23 die gesamte Bahnhofsanlage erneuert. Zu Jahresmitte 2022 wurde der zweigleisige Ausbau der Ausfahrt Richtung Salzburg begonnen, und Anfang November 2022 begann der Abriss der Gleisanlagen im Bahnhofsbereich, der Bahnhof wurde für den Personenverkehr außer Betrieb genommen. Wenige hundert Meter westlich existierte dann während der Hauptbauphase ein Behelfsbahnsteig für die Züge der S1 und der S11. Die eingeschränkte Kapazität wurde durch Schienenersatzverkehr mit Bussen ausgeglichen. Die Fertigstellung des neuen Bahnhofs erfolgte Ende November 2023, die Inbetriebnahme jedoch verzögerte sich aufgrund von Formalitäten. In Betrieb ist der neue Bahnhof seit 20. Dezember 2023.

## Gleisplan
Der Bahnhof Bürmoos verfügte bis zum Umbau 2022 über drei Gleise für den Personenverkehr. Gleis 1 war für die Züge zwischen Ostermiething und Bürmoos vorgesehen. Gleis 2 und 3 wurden von Zügen zwischen Lamprechtshausen und Salzburg genutzt. Zusätzlich gab es zwei Gleise für den Güterverkehr.
Der Neubau verfügt weiterhin über drei Gleise für den Personenverkehr, wobei die Gleise 2 und 3 nun über den neu geschaffenen Mittelbahnsteig zugänglich sind.

## Verkehr
Der Bahnhof Bürmoos ist ein Knotenpunkt im Netz der S-Bahn Salzburg und wird stündlich von fünf bis sechs Zügen angefahren: zwei nach Salzburg (S 1), zwei nach Lamprechtshausen (S 1) und einer/zwei nach Ostermiething (S 11). Züge von Ostermiething enden meist in Bürmoos, in den Morgenstunden werden sie nach Salzburg durchgebunden. Ist dies der Fall, müssen sie in Bürmoos ihre Fahrtrichtung wechseln. Sogenannte Lokalexpresszüge mit wenigen Aufenthalten legen die Fahrt zwischen Salzburg und Bürmoos in unter einer halben Stunde zurück.
An Werktagen (Montag bis Freitag) gibt es morgens Verstärkungsfahrten für Pendler Richtung Salzburg und nachmittags bis abends halbstündliche Züge nach Ostermiething. Dazu kommen fallweise saisonale Sonderfahrten mit historischen Zuggarnituren. Wöährend der Umbauphase 2022/23 gibt es anstelle der Verstärkerzüge einen Schienenersatzverkehr von/bis zum Bahnhof Oberndorf.
Es existiert beim Bahnhof Bürmoos kein Anschluss an ein Busnetz.
| Linie | Strecke | Takt (min) | Anmerkung |
| ----- | --- | ---------- | --- |
| SLB   | Lamprechtshausen – Zehmemoos – Bürmoos – Arnsdorf – Ziegelhaiden – Oberndorf – Oberndorf-Laufen – Oberndorf Oichtensiedlung – Weitwörth-Nußdorf – Pabing – Acharting – Anthering – Siggerwiesen – Muntigl – Bergheim Schlachthof – Bergheim – Hagenau – Salzburg Maria Plain-Plainbrücke – Salzburg Itzling – Salzburg Hbf | 30         | |
| SLB   | Ostermiething – Diepoldsdorf – Trimmelkam – Riedersbach – Eiferding – Wildshut Kirchberg – St. Pantaleon-Reith – St. Georgen – Eching – Bürmoos (- Oberndorf – Anthering – Bergheim – Salzburg Itzling – Salzburg Hbf) | 30–60      | Morgens werden halbstündlich Züge als „Lokalexpress“ nach Salzburg weitergeführt und kommen nachmittags und abends als solche von dort. |